# Grallaria hypoleuca
A Grallaria hypoleuca  a madarak osztályának verébalakúak (Passeriformes) rendjébe és a hangyászpittafélék (Grallariidae) családjába tartozó faj.

## Rendszerezése
A fajt Philip Lutley Sclater angol ügyvéd és zoológus írta le 1877-ben.

## Előfordulása
Az Andokban, Ecuador, Kolumbia és Peru területén honos. Természetes élőhelyei a szubtrópusi és trópusi  hegyvidéki esőerdők

## Megjelenése
Testhossza 17 centiméter, testtömege 82 gramm.

## Természetvédelmi helyzete
Elterjedési területe nagyon nagy, egyedszáma pedig stabil. A Természetvédelmi Világszövetség Vörös listáján nem fenyegetett fajként szerepel.